# تيت (تمنراست)
تيط هي قرية تتبع بلدية تمنراست في ولاية تمنراست بالجزائر، وتقع على الضفة الجنوبية لوادي أبلسة على بُعد 38 كيلومتر (24 ميل) شمال غرب مدينة تمنراست. اشتهرت بمعركة تيط التي وقعت في مايو 1902 بين القوات الفرنسية وطوارق الهقار.